# Thư sinh nhật
Thư sinh nhật (tên gốc: Birthday Letters) là tập thơ cuối cùng của nhà văn người Anh Ted Hughes, xuất bản bởi Faber & Faber vào năm 1998. Được phát hành chỉ vài tuần trước khi Hughes qua đời, tập thơ sau đó đã giành được nhiều giải thưởng văn học danh giá.
Mặc dù trước đó Hughes đã xuất bản một số ít bài thơ về người vợ đầu tiên của ông, Sylvia Plath. Tập thơ Thư sinh nhật được coi là phản ứng rõ ràng nhất của Hughes đối với cuộc hôn nhân của họ.

## Bối cảnh
Tập thơ Thư sinh nhật được viết trong khoảng thời gian ít nhất 25 năm, trong vài năm đầu sau khi Sylvia Plath tự sát vào năm 1963. Trong khi phát hiện ra rằng Hughes có sự bất hòa với Plath, ông đã thiêu hủy một số tác phẩm của Plath sau khi bà chết, một số nhà phê bình và nhiều thời báo miêu tả Hughes là một con quái vật và Plath là nạn nhân. Chẳng hạn như, tên họ "Hughes" đã bị bôi tróc khỏi tên bia mộ của Plath ở Yorkshire.
Trong suốt sự nghiệp nhà thơ của mình, Hughes đã bị dằn vặt bởi cái chết của Plath, và một loạt các cuộc tấn công cá nhân bởi những người độc giả hâm mộ cuồng nhiệt của bà, làm cho sự giận dữ đã được khơi dậy trong tập thơ này. Điều đáng chú ý là nếu bài thơ thực sự mang lại sự tự do cho Hughes thật, thì những sự tự do này dường như được thiết kế để tăng cường, thay vì làm giảm bớt cảm giác tội lỗi của Hughes trong chính ông.
Sau khi Plath qua đời năm 1963, di sản mong muốn của bà để lại ý nghĩa đã được thỏa mãn khi tập thơ Ariel và tiểu thuyết bán tự truyện Quả chuông ác mộng (The Bell Jar), được ca ngợi là kiệt tác của nữ quyền hiện đại, khiến bà trở thành một biểu tượng nữ quyền trong những năm 1970. Mong muốn rõ ràng của Hughes về sự chuộc lỗi được hiện thực hóa trong tập thơ tự truyện này. Phản ứng văn học đối với việc xuất bản bộ sưu tập thơ Thư sinh nhật là một trong những cảm xúc. Vào thời điểm đó, Hughes đang mắc một căn bệnh nan y có thể đã bất ngờ thúc đẩy sự ra đời cuối cùng của tác phẩm.

## Chủ đề
Tập thơ gồm 88 bài thơ tự truyện, viết theo thứ tự thời gian. Nhà thơ mô tả cuộc sống của mình trước khi gặp Plath. Trong hai bài thơ 'Caryatid (I)' và 'Caryatid (2)', Hughes được nhắc đến một bài phân tích về cuộc đời ông bằng cách nhớ đến bài thơ Plath đầu tiên ông đọc, cùng tên. Caryatids là những bức tượng nữ được sử dụng thay cho các trụ cột trong các tòa nhà cổ điển. Đây có thể là một phép ẩn dụ thích hợp cho cuộc sống của Hughes, cho thấy sự phụ thuộc vào sự hỗ trợ của những người ngưỡng mộ nữ quyền để củng cố lòng tự trọng của chính nhà thơ.
Các bài thơ sau kể lại những sự kiện bao gồm cuộc gặp gỡ đầu tiên của cặp đôi trong bài thơ 'St. Botolph' và bài thơ 'A Pink Wool Knitted Dress' (tạm dịch: Chiếc váy len dệt kim màu hồng) về ngày cưới của họ. Tập thơ cũng ghi lại các sự cố trước cuộc họp của họ sẽ có ảnh hưởng liên tục đến cuộc sống của họ cùng nhau, chẳng hạn như điều trị co giật do Plath nhận, được xuất hiện trong bài thơ 'The Tender Place'. Trong tác phẩm, Hughes ghi lại ấn tượng về cảm xúc của ông lúc đó với cái nhìn sâu sắc trong những năm tiếp theo được cung cấp bởi việc ông tiếp cận vào kho lưu trữ nhật ký và thơ của Plath.
Tuy nhiên, phần lớn các bài thơ trong Thư sinh nhật, được gửi trực tiếp đến Plath, nhiều bài thơ bao gồm tham chiếu đến cái chết. Mặc dù các bài thơ rõ ràng có yếu tố tự truyện, chúng không đại diện cho bằng chứng tài liệu về các sự kiện mà thay vào đó, tạo thành một bài thơ kể lại về họ.
Trong kinh nghiệm viết lách, Hughes đã tuân thủ một nguyên tắc cá nhân trong thơ. Ông coi thường việc sử dụng trực tiếp tài liệu tự truyện, và tin rằng để làm cho thơ của bất kỳ kinh nghiệm giá trị nào cần phải được chuyển đổi một cách tưởng tượng. Mặc dù các phân tích về thơ của Hughes có thể trừu tượng và khó quan sát. Sự kết nối mạnh mẽ giữa tác phẩm của Hughes và Plath có thể được nhìn thấy trong một số bài thơ, đề cập đến những chủ đề tương tự trong khi thể hiện sự khác biệt giữa phản ứng cảm xúc và phong cách thơ của họ.

## Tiếp nhận
Theo David Lowry, tác giả của bài tiểu luận về Ted Hughes cho rằng những bài thơ không thành công trong việc biện minh cho hành động của nhà thơ, để khiến ông trở thành một nhân vật có thiện cảm. Trong một số trường hợp, điều này có vẻ dường như có chủ ý, khi Hughes đang cố gắng tạo nên một tình huống phức tạp trong đó không ai là hoàn hảo.
Thư sinh nhật đứng đầu danh sách các quyển sách thơ được bán chạy nhất. Điều này được cho là do niềm đam mê của độc giả với một bí ẩn dai dẳng xung quanh cuộc sống của hai nhà thơ Hughes và Plath. Trong một khoảng thời gian ngắn, tập thơ đã được trao Giải thưởng Forward Prizes vào năm 1998.
Năm 1999, Tập thơ đã giành được Giải thưởng T. S. Eliot về văn học và Giải thưởng sách Costa.